# Abdij van Keur Moussa
De abdij van Keur Moussa is gesticht in Keur Moussa in Senegal op 28 juni 1961 door negen monniken van de Benedictijnerorde afkomstig uit de abdij van Solesmes. De gebouwen werden ontworpen door de Franse architect Joseph Philippe, en ingewijd in 1963 in aanwezigheid van de Senegalese president, Léopold Sédar Senghor.

## Korte geschiedenis
Het terrein werd ter beschikking gesteld door het aartsbisdom van Dakar. De gemeenschap groeide met verloop van tijd van de negen stichtende monniken naar de huidige gemeenschap van circa veertig monniken. Ze vertegenwoordigt een bijzonder internationaal karakter; twee derde van de monniken zijn van Senegalese oorsprong. In 2007 telde de gemeenschap zeven Fransen, drie Gabonezen, twee Guinnezen en twee Kameroenezen.
Op 30 januari 1984 werd het klooster een autonome abdij binnen de congregatie van Solesmes. Op 8 mei 2000 nam de Senegalese vader Ange-Marie Niouky het roer over van de eerste abt, vader Philippe Champetier de Ribes, die zes jaar later overleed. In 2003 werden vier monniken uitgezonden om een nieuwe stichting te doen in Saint-Joseph de Séguéya, in Guinée.

## De kora en de liturgische muziek
Een diocesane Senegalese priester schonk in 1964 een kora met houten sleutels aan de gemeenschap. De monniken ontwikkelen hierdoor een nieuwe methode voor het onderwijs met dit traditionele instrument. Broeder Dominique Cata - een van de broeders die het abdij gesticht had - componeerde verschillende muziekwerken voor dit instrument met name gericht op de gemeenschapszang in het gebed. Voor dit originele werk ontving hij de Albert Schweitzer-prijs.

## Activiteiten en dagorde

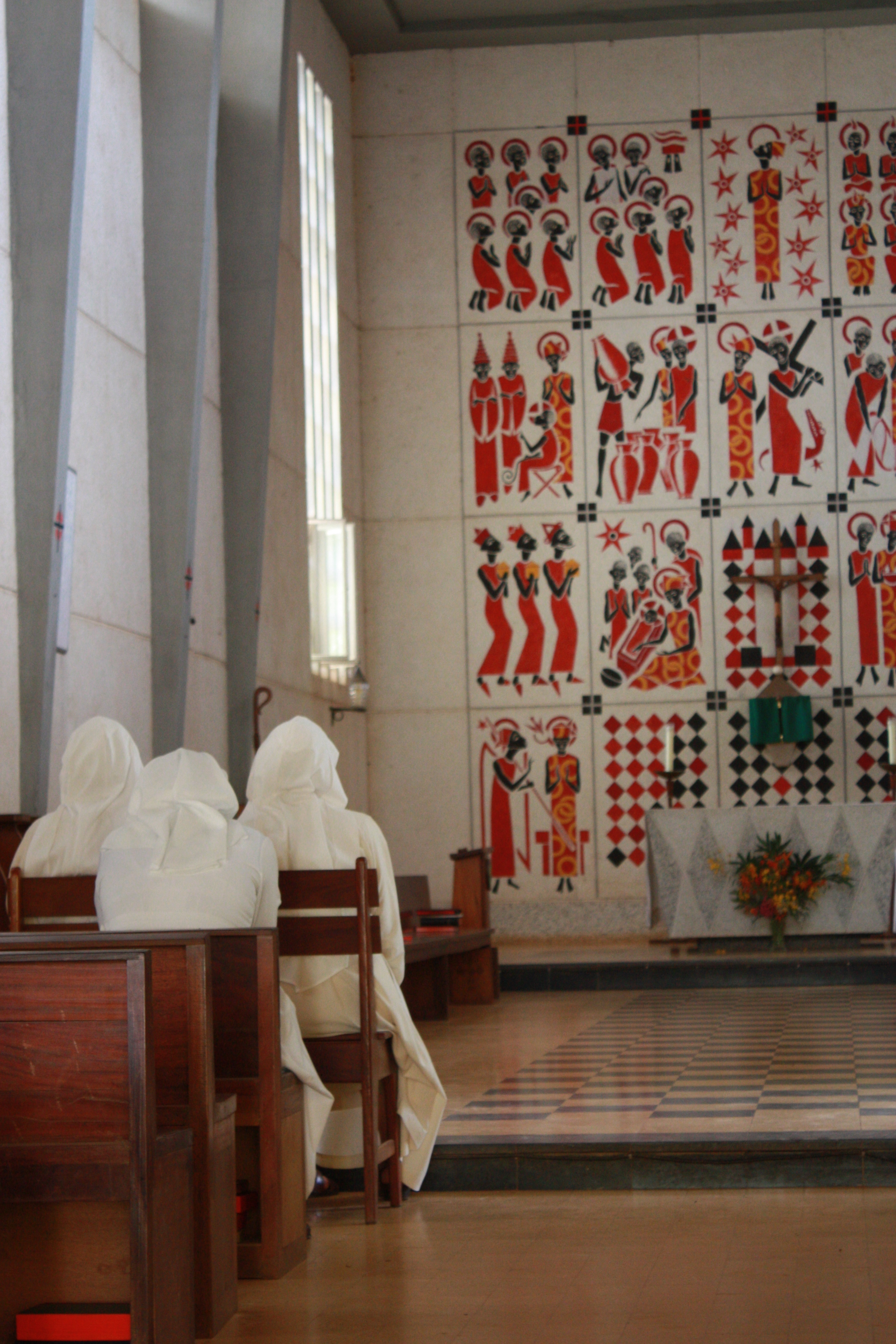
Altaar en fresco

- De gemeenschapseucharistie wordt elke weekdag gehouden om 11u15 (GMT). Met name op zondagen om 10u00 trekt deze viering veel gelovigen uit de buurt. Veel bezoekers worden in het bijzonder aangetrokken door de liturgische gezangen die begeleid worden door lokale instrumenten, namelijk balafoon, tamboerijnen, tamtam en natuurlijk de kora.
- De monniken verkopen producten van hun eigen boerderij, namelijk geitenkaas en scharreleieren. Ook producten uit hun boomgaarden bieden zij aan, met name sinaasappels, mandarijnen, pompelmoes, mango's,...
- De benedictijnen staan ook in voor de fabricatie van koras.
- Nabij het klooster bevindt zich een dispensarium, dat door de vrouwelijke religieuzen (Servantes des Pauvres) wordt bediend, en een basisschool.

## Productie

### Drukwerken
- Psautier de Keur Moussa: muziekzettingen van de psalmen.
- Liturgie de Keur Moussa: muziekzettingen van de liturgie

### Discografie
- Lumière radieuse, Association France-Keur Moussa (août 2007)
- Chœur des Moines de Keur Moussa :
  - Semaine Sainte & Pâques, Art et Musique (juin 2008)
  - Offices du dimanche : Abbaye de Keur Moussa, Association France-Keur Moussa (avril 2008)
  - Voici l'agneau de Dieu, Art et Musique (juin 2008)
  - Aux Sources jaillissantes, Association France-Keur Moussa (octobre 2007)
  - Quand renaît le matin, Association France-Keur Moussa (janvier 2001)
  - À l'aube du jour, Association France-Keur Moussa (janvier 2008)

## Bijlagen